# Hydreuma
Hydreuma (al plurale Hydreumata, dal greco antico ὕδρευμα, cisterna) si definiva in epoca ellenistica e romana una stazione/pozzo (spesso fortificata), come accadde nell'Egitto romano per irrigare o fornire acqua (dal greco hydor) nelle regioni aride lungo percorsi prestabiliti come le vie carovaniere o il limes romano di particolari zone desertiche. Un esempio di percorso costellato da queste strutture, era quello che troviamo nell'Egitto romano dove le hydreumata erano scavate nel letto del fiume, per fornire un valido collegamento tra il Nilo ed il Mar Rosso alle vicine miniere di "porfido imperiale" (la cosiddetta via Porphyritis).